# Tempel der Tellus
Der Tempel der Tellus war ein Heiligtum in Rom, das laut Sueton und Maurus Servius Honoratius in den Carinae am südwestlichen Abhang des Esquilin lag.
Der 268 v. Chr. von Publius Sempronius Sophus errichtete Tempel wurde im Jahr 54 v. Chr. von Marcus Tullius Cicero erneuert. Im Großen Brand Roms wurde er 64 n. Chr. zerstört, muss aber anschließend wieder aufgebaut worden sein, da er noch im 4. Jahrhundert als Teil der Regio IV templum Pacis aufgezählt wird.
Anhand der schriftlichen Überlieferung lässt sich der Tempel ungefähr lokalisieren und in dem zu umreißenden Areal verzeichnete Pirro Ligorio im Jahr 1553 den Fund entsprechender Architekturreste. Seit den 1980er Jahren wird der Tempel mit einem Fundament in Verbindung gebracht, das 1932 beim Bau der Via dell’Impero freigelegt wurde.

## Überlieferung
Der Tellus geweihte Tempel soll Florus zufolge während einer Schlacht der Römer gegen die Picenter von dem amtierenden Konsul des Jahres 268 v. Chr., Publius Sempronius Sophus, gelobt worden sein. Valerius Maximus hingegen lässt den Tempel auf Grund und Boden des Spurius Cassius Vecellinus durch das römische Volk errichtet sein, nachdem dieser 486 v. Chr. während seines dritten Konsulats hingerichtet worden war. Allerdings ist es bei Livius die Göttin Ceres, der Grund und Besitz des Spurius Cassius geweiht worden waren, und zu seiner Zeit habe es sich hierbei um das offene Gelände vor dem Tempel der Tellus gehandelt. Auch der ältere Dionysios von Halikarnassos bestätigt die bei Livius überlieferte Fassung, lässt das Gelände des Cassius nach der Zerstörung von dessen Haus unbebaut, bis Teile in späterer Zeit für die Errichtung des Tellustempels genutzt wurden. Zudem verortet er den Tempel an der Straße, die zu den Carinae führte. Ob also der Tempel des Sempronius Sophus der Neubau eines älteren oder ein Bau ohne Vorgänger war, ist offen.
Der Tempel lag in der Nähe des von Marcus Antonius bewohnten Hauses, der den Senat zu einer Sitzung in den Tempel einberief, wie der Senat überhaupt zu verschiedenen Gelegenheiten in dem Tempel tagte. Aus der Tatsache, dass seine Wände eine gemalte Italienkarte trugen, mag erhellen, dass der Tempel eine über den reinen Kultus hinausgehende Funktion hatte. Im Tempel wurden 44 v. Chr. die Mörder Caesars amnestiert.
In seinem Werk Über das Gutachten der Opferschauer beklagt sich Cicero, dass die Leute glaubten, er sei für den Tempel der Tellus verantwortlich, da sein stadtrömisches Anwesen dem der Tellus geweihten Gelände unmittelbar benachbart war. Zudem hatte er insofern Verantwortung für das Heiligtum übernommen, als er 56 v. Chr. eine Profanierung des heiligen Bezirks anzeigte – eine Anzeige, die sich wohl gegen Appius Claudius Pulcher, den Bruder seines Erzrivalen Publius Clodius Pulcher, richtete. Wohl im Rahmen des nötigen Rückbaus dieser Profanierung, durch die das Magmentarium des Tempels zu einem privaten Vestibül umfunktioniert worden war, versetzte er das Heiligtum wieder in den ursprünglichen Zustand und stiftete eine Statue seines jüngeren Bruders Quintus in den Tempel.
Der Tempel, dessen natalis templi laut den Fasti Antiates maiores zusammen mit dem des Cerestempels an den Iden des Dezember, also am 13. des Monats, lag, stand noch im 4. Jahrhundert und wurde entsprechend im Regionenkatalog der Stadt Rom als zur Regio IV templum Pacis gehörig aufgezählt. Auch auf dem Stadtplan severischer Zeit aus dem frühen 3. Jahrhundert, der Forma Urbis Romae, ist der Tempel möglicherweise verzeichnet.

## Lokalisierung
Abgesehen von den literarischen und indirekten archäologischen Zeugnissen wurden bislang keine sicher dem Tempel zugewiesenen Reste entdeckt. Gleichwohl wurde seit dem 16. Jahrhundert versucht, den Tempel anhand der wenigen Zeugnisse zu lokalisieren. Bartolomeo Marliani 1534, Giovanni Opporino 1551 und Pirro Ligorio 1553 verorteten den Tempel an ähnlichen Stellen ihrer Rompläne. Insbesondere Ligorio gab eine ausführliche Beschreibung der von ihm erkannten Reste des Tempels, den er westlich des Kolosseums und unmittelbar nördlich des tempio del Sole e della Luna, das heißt des Tempels der Venus und der Roma auf der Velia verortete. Ligorio beschreibt sehr plastisch die Reste des von ihm als tempio di Tellure bezeichneten Gebäudes und betont, dass der Name der Tellus neben anderen Dingen auf dem Gebälk geschrieben stand (epistilii ... nei quali era scritto il nome di Tellure con altre cose).
Dessen ungeachtet vermuteten Henri Jordan und Christian Hülsen zu Beginn des 20. Jahrhunderts den Tempel zwischen Via del Colosseo und Via dei Serpenti. Dem schlossen sich zwar auch Samuel Ball Platner und Thomas Ashby an, hielten aber die Hinweise Ligorios für weiterhin bedenkenswert und die Diskussion für nicht abgeschlossen.
Seit den 1980er Jahren identifiziert Filippo Coarelli den Tempel mit einem 16 × 27 Meter großen Caementiciumfundament unmittelbar westlich des compitum Acili auf der Velia. Er folgte hierin einer von Antonio Maria Colini bereits 1933, nach den Ausgrabungen im Zuge des Baus der Via dell’Impero vorgeschlagenen Lokalisierung. Nicht nur, weil hierfür die Ausdehnung der Carinae sehr großzügig erweitert werden muss – das compitum Acili lag nördlich des Tempels der Venus und der Roma –, sondern auch, weil das entsprechende Fundament nach einer neuerlichen Analyse der Grabungsdokumentation aus der Zeit nach dem Großen Brand des Jahres 64 stammen muss, wurde diesem Ansatz widersprochen.
Domenico Palombi schlug demgegenüber vor, den Tempel südwestlich der Kirche San Pietro in Vincoli zu lokalisieren, was einerseits mit der Angabe des Dionysios besser in Einklang zu bringen sei, andererseits sicher in dem als Carinae zu identifizierenden Bereich liege und außerdem eine schlüssige Position für die Fragmente 577 und 672 der Forma Urbis ermögliche. Die Beschriftung des Fragmentes 672 Aede[...] in Te[...] ergänzt er entsprechend zu aede[s] in Te[llure], wie es bereits 1940 vorgeschlagen wurde. Dies traf sowohl auf Zustimmung als auch auf Ablehnung. So stößt die Lesung des Forma Urbis-Fragments auf die Schwierigkeit, dass das zugehörige Ensemble an Fragmenten an dieser Stelle zwei benachbarte Tempel und eine Portikus aufweist, weshalb Palombi einen sonst nicht überlieferten Tempel der Ceres neben dem der Tellus annehmen muss. Außerdem wurden auch gänzlich abweichende Lesungen des Fragmentes vorgeschlagen, und es wurde darauf hingewiesen, dass aedes und in Te(llure) rechtwinklig zueinander geschrieben sind, folglich gar nicht zusammengehören müssen. Schließlich scheint in der fortgeschrittenen Kaiserzeit in Tellure einen ganzen vicus als eher weitläufig mit dem Tempel der Tellus verbundenes Toponym zu bezeichnen. Weniger schwerwiegend ist der Einwand, das Areal um San Pietro in Vincoli sei in der Antike als Fagutal, ein weiterer Sporn des Esquilin, bezeichnet worden, da diese Bezeichnung bereits in der Antike wohl durch die allgemeinere Ansprache als Carinae ersetzt wurde.
Zuletzt kam Angelo Amoroso mit einer eigenen Interpretation der Ausgrabungsergebnisse der 1930er Jahre wieder auf die Lokalisierung Coarellis zurück, so dass eine Mehrheit der Forscher derzeit von einem Standort neben dem compitum Acili ausgeht. Für den Bereich rekonstruiert er drei große Bauphasen, beginnend mit dem kaum nachweisbaren Bau des Jahres 268 v. Chr. Dieser wurde in julisch-claudischer Zeit mit neuer Orientierung ersetzt, bevor man im 2./3. Jahrhundert einen deutlich größeren, wiederum neu orientierten Tempel der Tellus errichtete, der die Grundlage für Ligorios Beschreibung lieferte.